# خط لوله گاز آسیای مرکزی چین
خط لولهٔ گاز آسیای مرکزی چین (انگلیسی: Central Asia–China gas pipeline) خط لولهٔ انتقال گاز طبیعی به طول ۱٬۸۳۳ کیلومتر است، که از آمودریا در کشور ترکمنستان آغاز شده و پس از گذر از چیمکند، در سین‌کیانگ، چین پایان می‌یابد. ظرفیت انتقال گاز طبیعی این خط لوله روزانه معادل ۱۵۰ میلیون متر مکعب می‌باشد.